# Château d'Ardennes
Le château d'Ardennes est situé sur la commune de Fléac-sur-Seugne, en Charente-Maritime. En apparence assez modeste par son architecture, il retient l'attention en raison de l'un de ses illustres propriétaires qui y finit sa vie et y mourut.

## Historique
Comme un certain nombre de petites places fortes secondaires de Saintonge, l'histoire du château d'Ardennes est mal connue à l'époque médiévale, avant le XVe siècle. Robert Colle, sur la base d'un graffiti, en a fait une place dépendant des Templiers, au XIIe siècle, ce qui reste à démontrer. De façon certaine, le château appartient en 1464 à Jean de Balodes, seigneur d'Agonnay, qui est un lointain héritier d'un certain Thierry d'Ardennes. L'un de ses descendants, Jacques de Balodes, épouse en 1602, au château du Castéra, à Saint-Germain-d'Esteuil, en Médoc, Jeanne de Montaigne, fille de Thomas, seigneur d'Arsac et du Castéra. Par la suite, certains historiens indiquent, sans mention de sources, que le château aurait appartenu en 1610 à Daniel Green de Saint-Marsault, ce que ne confirment pas les archives de cette famille qui existe encore. En revanche, ce qui est certain c'est que le château d'Ardennes, qui avait droit de haute, moyenne et basse justice, est acquis vers 1620 par celui qui fut l'un de ses plus illustres possesseurs, Pierre Dugua de Mons, ou du Gua de Mons (vers 1538-1628), gentilhomme de la chambre du roi, lieutenant de Sa Majesté en Nouvelle France, gouverneur de Pons de 1610 à 1618. Protestant convaincu et protégé du roi Henri IV, il descendait d'une famille qui était établie depuis le XVe siècle au château de Chatelars ou Châtelard, à Meursac. 
Avant de se retirer au château d'Ardennes, Pierre Dugua s'était illustré par ses voyages outre Atlantique. Fondateur (méconnu) de l'Acadie, Henri IV le nomme à ce titre vice-amiral et lieutenant général en Acadie, en 1603, et il obtient le monopole de la traite des fourrures. La nouvelle expédition qu'il mène, en 1604, accompagné de son cartographe, Samuel de Champlain, aboutit à la création d'une habitation à Port-Royal, qui est considérée comme l'acte de fondation de l'actuelle ville d'Annapolis-Royal. Après son retour en France, il prépare une autre expédition, à laquelle il ne participera pas, mais qui permettra à son lieutenant, Samuel de Champlain, de fonder Québec. 
Après sa mort, survenue à Ardennes, le 22 février 1628, sa veuve Judith Chesnel, dont il n'a pas eu d'enfant, prend volontiers le titre de douairière d'Ardennes, mais l'histoire du château est à nouveau incertaine durant une vingtaine d'années, avant qu'il ne devienne la résidence de Jean de Saint-Gelais, qui y réside et y teste à la fin de l'année 1652, avant de mourir quelques jours plus tard, sans enfant de son mariage avec sa parente, Jehanne de Saint-Gelais. Ardennes revient alors au frère du défunt, François de Saint-Gelais de Lusignan. Celui-ci préfère habiter le château de Montchaude (Charente), qu'il fait moderniser à grands frais, et transmet Ardennes à sa fille, Jeanne de Saint-Gelais de Lusignan, mariée en 1657 avec Auguste Poussard, marquis d'Anguitard.
Ardennes reste aux mains des Poussard jusqu'en 1748, quand l'héritière des lieux, Louise-Marie-Jeanne Poussard, épouse Charles-Roc Chesnel, marquis d'Ecoyeux, dont elle n'a pas d'enfant, avant de convoler en secondes noces avec Louis-Michel, marquis du Mesnil-Simon.
Vendu en 1819 à Marguerite Petit de Champdorat et à son gendre, Jean-Pierre Bertrand des Brunais, qui meurt prématurément, le domaine d'Ardennes change à nouveau de mains en 1826, quand il passe aux mains de Jean-Louis Pandin de Lussaudière, dont la famille conserve le château de nombreuses années.
Le château d'Ardennes est recensée par l'inventaire général du patrimoine culturel entrepris par le Ministère de la Culture et comme lieu de mémoire de la Nouvelle France. A noter l'existence du Château royal d'Ardenne en Belgique et du Château d'Ardenne inscrit MH en 1978 situé à Moulidars en Charente.

## Architecture
Ce petit château est d'origine médiévale, il a été fondé au XIIe siècle, probablement par les Templiers, puis a été agrandi et reconstruit au XVe siècle. Il a conservé un pont-levis qui a été aménagé dans le courant du XVIIIe siècle. Une chapelle occupait la partie ouest des bâtiments. Basé sur un plan circulaire, il est en partie protégé par des douves, l'entrée principale se faisant par un pont levis et une tour, une entrée autre se faisant par les communs. Depuis le bois, le château fort est desservi par une allée arborée.

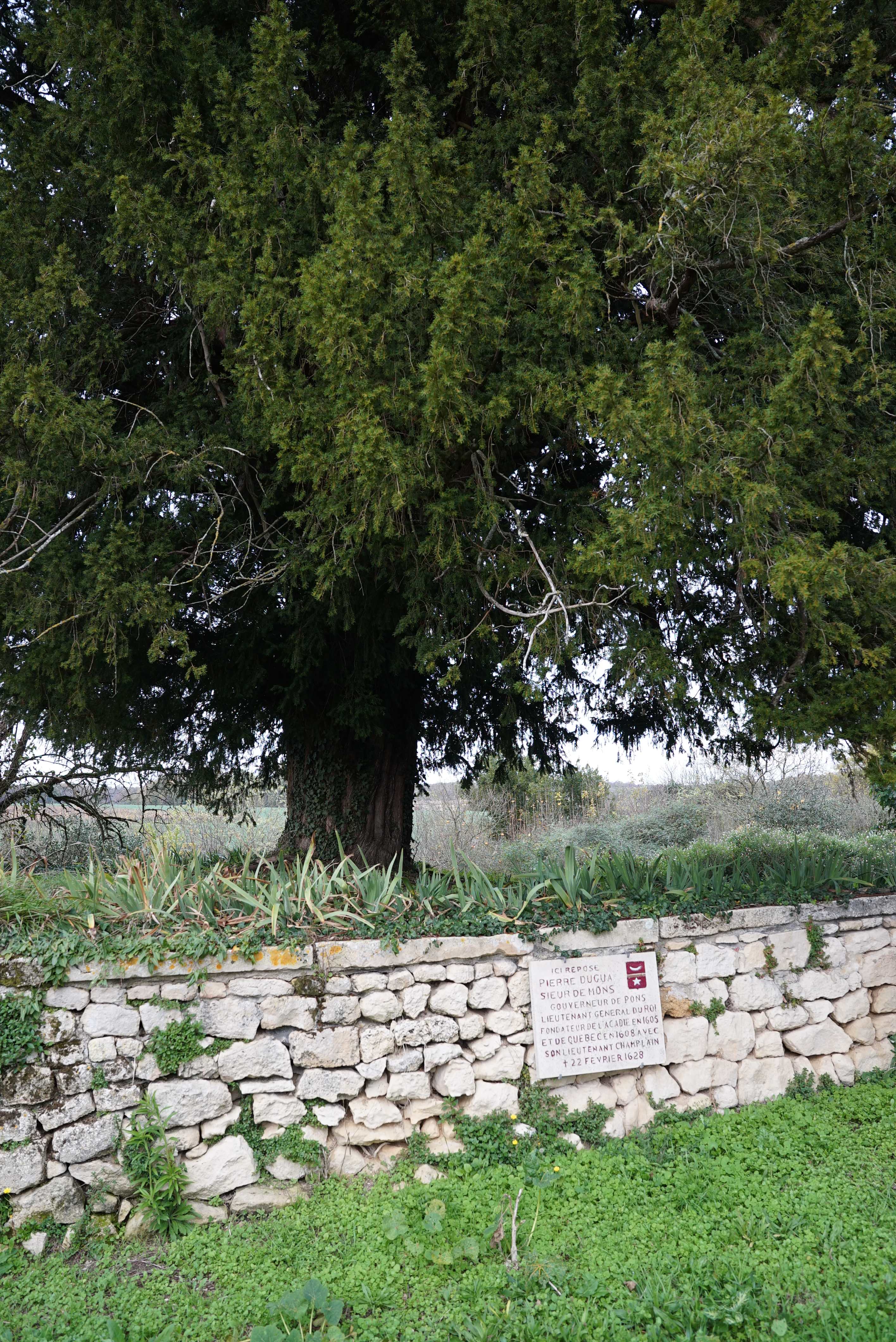
Plaque à Pierre du Gua,
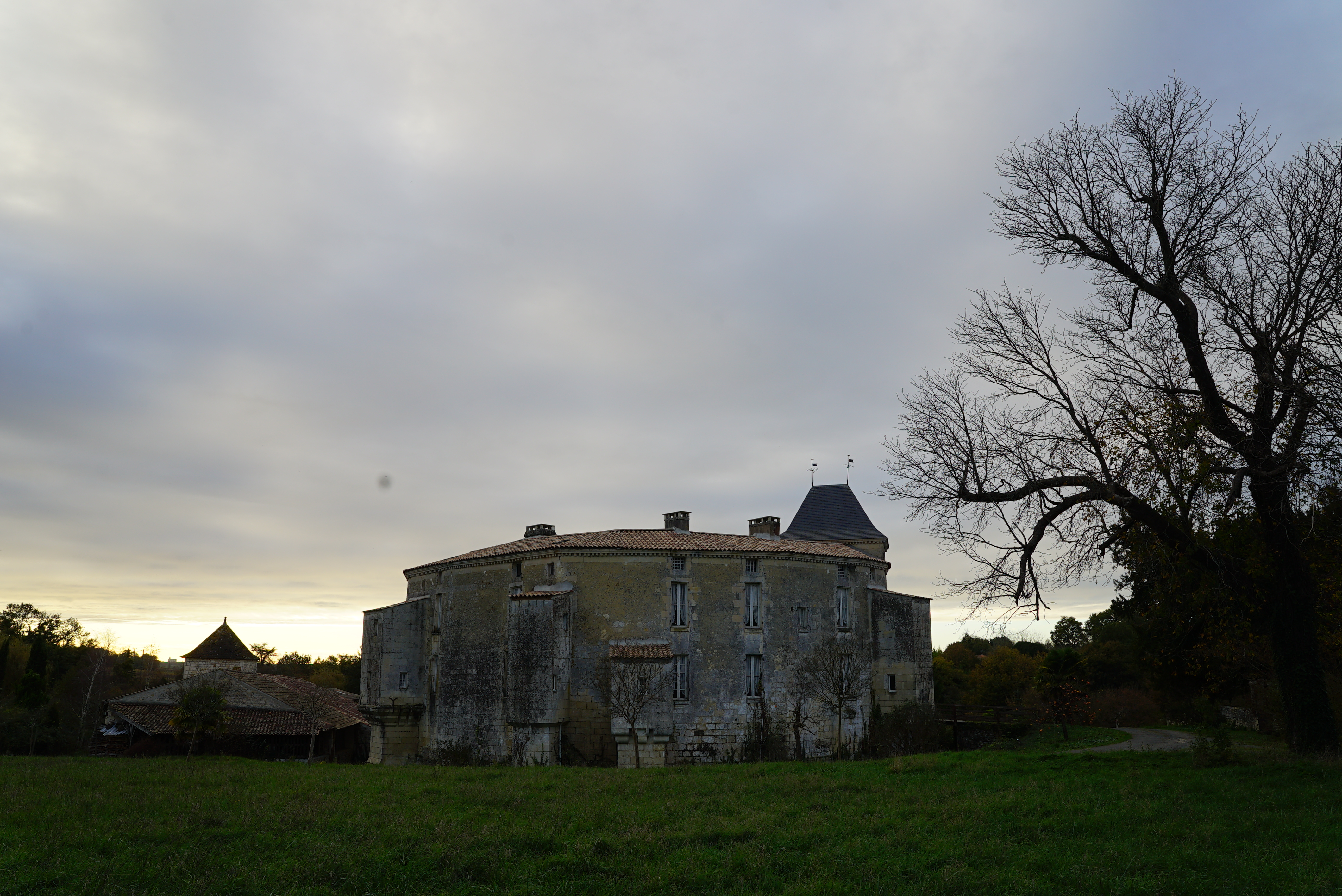
l'ensemble,
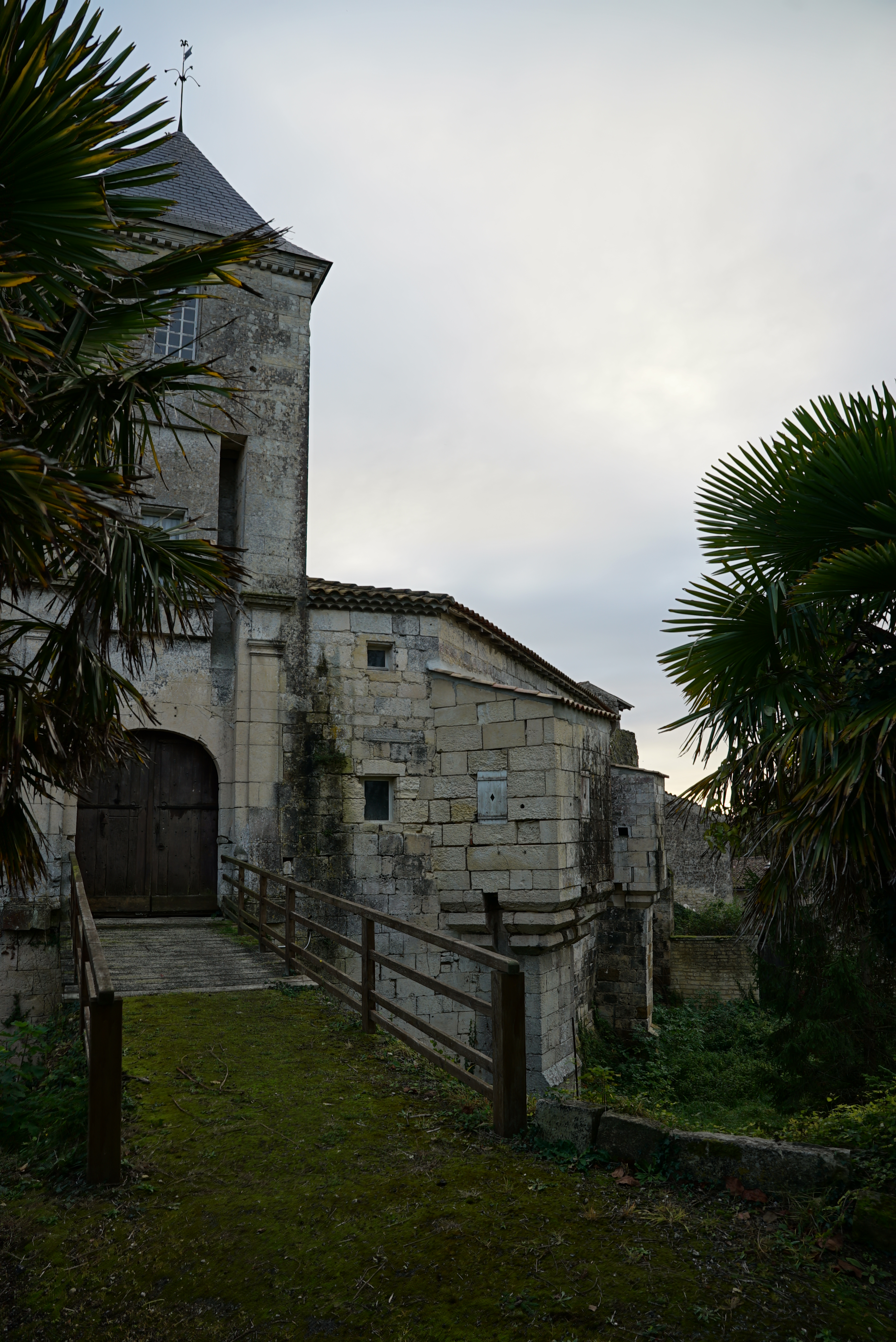
les douves.